# Henryk I (Brunszwik-Lüneburg)
Henryk I (ur. ok. 1355, zm. 1416) – książę Brunszwiku i Lüneburga (od 1388 z bratem Bernardem I w Lüneburgu, od 1400 również z nim w Brunszwiku, po podziale w 1409 tylko w Lüneburgu) z dynastii Welfów.

## Życiorys
Henryk był czwartym synem księcia Brunszwiku Magnusa II Młodszego oraz Katarzyny, córki Bernarda III, księcia Anhalt-Bernburg. Jego ojciec od 1369 r. toczył wojnę przeciwko Wettinom o dziedzictwo po swoim kuzynie Wilhelmie II w księstwie Lüneburga (wojna o sukcesję w Lüneburgu), zginął jednak w 1373 r. Początkowo współdziałający ze starszymi braćmi Fryderykiem i Bernardem, został jednak przez nich pominięty, gdy w 1386 r. zawarli oni układ z wettyńskim księciem Lüneburga Albrechtem i poślubili córki elektora saskiego Wacława. W tej sytuacji urażony Henryk kontynuował wojnę przeciwko Wacławowi i Bernardowi. W 1387 r. Henryk otrzymał propozycję, by był ewentualnym następcą Bernarda w Lüneburgu, co jednak nadal go nie satysfakcjonowało. W toku walk zdołał on pojmać Bernarda. Gdy w 1388 r. zmarł elektor Wacław, Henryk sprzymierzył się z bratem Fryderykiem i wspólnie pokonali ostatecznie stronników panowania saskiego w bitwie pod Winsen. Wówczas Bernard i Henryk objęli wspólne rządy w Lüneburgu, podczas gdy Fryderyk rządził w Brunszwiku. 
Gdy w 1400 r. Fryderyk został zamordowany (nie pozostawił syna), obaj młodsi bracia zostali także jego następcami w Brunszwiku. Rozpoczęli wówczas wojnę przeciwko podejrzewanemu o zainspirowanie mordu starszego brata arcybiskupowi Moguncji Janowi, trwającą do 1405 r. W międzyczasie, w 1404 r., Henryk został pojmany przez hrabiego Lippe Bernarda, z której został wykupiony po półrocznym okresie uwięzienia i bezskutecznych próbach uwolnienia drogą zbrojną przez braci. Sam Henryk zaraz po uwolnieniu uderzył na hrabstwo Lippe odnosząc pewne sukcesy; porozumienie między przeciwnikami (w którym m.in. Bernard zrezygnował z nieotrzymanej jeszcze części okupu) zostało zawarte dopiero w 1409 r.
W tym samym roku Bernard i Henryk podzielili swoje posiadłości, Bernardowi przypadło wówczas księstwo Brunszwiku, a Henrykowi Lüneburga (główne miasta miały się znajdować pod wspólną kontrolą braci). W latach 1414–1415 bracia porozumieli się także, że zasady sukcesji w rządzonych przez nich krajach powinny się opierać na zasadzie primogenitury, tak aby uniknąć dalszych ich podziałów na części. Krótko wcześniej bracia wystąpili zbrojnie przeciwko królowej Danii Małgorzacie I, która chciała zagarnąć regencję w Szlezwiku, gdzie siostra Bernarda i Henryka właśnie owdowiała i została opiekunką małoletnich następców tronu.

## Potomkowie
Henryk był dwukrotnie żonaty. Pierwszą jego żoną była Zofia, córka księcia wołogoskiego Warcisława VI, z którą miał dwoje dzieci:
- Katarzyna (ur. 1395, zm. 1442), żona elektora saskiego Fryderyka I Kłótnika,
- Wilhelm I Zwycięski (ur. ok. 1400, zm. 1482), książę Lüneburga, a następnie Brunszwiku.

Potem Henryk ożenił się z Małgorzatą, córką landgrafa Hesji Hermana II Uczonego, z tego małżeństwa pochodził syn, Henryk Spokojny (ur. ok. 1411, zm. 1473), książę Brunszwiku.